# Viktfunktion
Viktfunktion är inom matematik en funktion som används till att påverka resultat i summor och integraler så att vissa delar av funktionen som integreras eller summeras får större eller mindre betydelse på slutresultatet.
En diskret viktfunktion är en positiv reell funktion w från en diskret mängd A så att för en annan funktion f från A till de reella talen kan man definiera den viktade summan av f:
{\displaystyle \sum _{a\in A}f(a)w(a).}
Inom Fourieranalys är en viktfunktion en kontinuerlig funktion {\displaystyle w(x)} på intervallet {\displaystyle [a,b]}, så att {\displaystyle w(x)>0} för alla {\displaystyle x\in [a,b]}. Man säger speciellt att {\displaystyle w(x)} är en viktfunktion på intervallet {\displaystyle [a,b]}. Viktfunktionen används för att normalisera ortogonala polynom.